# Jalea (sommergibile 1913)
Lo Jalea è stato un sommergibile della Regia Marina.

## Storia
Una volta operativo fu dislocato a La Spezia, inquadrato nella I Squadriglia Sommergibili.
Fu impiegato per l'addestramento nel Tirreno settentrionale, venendo più volte dislocato temporaneamente a La Maddalena.
Divenuto caposquadriglia sotto il comando del capitano di fregata Ernesto Giovannini, nell'agosto 1914 lasciò la base ligure e si trasferì a Messina.
In seguito si portò a Venezia, insieme al gemello Zoea e con la scorta dell'unità appoggio Lombardia.
Dopo l'ingresso dell'Italia nel primo conflitto mondiale – quando si trovava di base a Venezia, caposquadriglia della I Squadriglia Sommergibili – operò nelle acque costiere dell'Adriatico, sulle rotte mercantili austroungariche ed al largo dei porti dell'Impero austro-ungarico, svolgendo sette missioni offensive.
Il 16 agosto 1915 lasciò Venezia per disporsi in immersione tra la secca "Mula di Muggia" (5 miglia al largo di Grado) e Punta Sdobba (Foce dell'Isonzo) e stazionare al largo di Porto Buso nella notte del 17-18 a supporto di alcune torpediniere che avrebbero effettuato la posa di un campo minato nel Golfo di Trieste. Alle 4.30 del 17 agosto il sommergibile fu avvistato più volte dal semaforo di Grado.
Il 18 agosto, all'alba, fu avvistato in seguito a richiami un uomo aggrappato a una boa foranea di Grado; soccorso, l'uomo risultò essere il torpediniere Arturo Vietri, appartenente all'equipaggio dello Jalea ed unico sopravvissuto del sommergibile.
Dal suo racconto si venne a sapere delle circostanze della perdita. Giunto nel golfo di Trieste, lo Jalea si era posato sul fondale a mezzogiorno del 17 e l'equipaggio aveva consumato la colazione; all'una del pomeriggio il sommergibile era ripartito diretto a nordest, al centro del golfo. Alle 14.30 l'unità, mentre stava accostando per assumere rotta inversa, urtò una mina a prua ed iniziò ad allagarsi, posandosi su un fondale di 14 metri circa 3 miglia a est/sudest di Mula di Muggia. 
Vietri sollecitò il comandante Giovannini ad abbandonare il sommergibile, ma questi decise di perire con esso. Dei 20 uomini dell'equipaggio (due ufficiali, 5 sottufficiali e 13 fra sottocapi e marinai) solo Vietri, il comandante in seconda tenente di vascello Guido Cavalieri, il capo di seconda classe Ciro Armellino, il sottocapo torpediniere Tullio di Biagio, il torpediniere elettricista Giuseppe Motolese ed il marinaio Alfredo Giacometti riuscirono a fuoriuscire dal relitto affondato tramite il portello prodiero. 
I sei superstiti cercarono poi di raggiungere a nuoto la costa di Grado, più vicino territorio in mano italiana, per evitare la cattura, ma Cavalieri, Armellino, Di Biagio, Motolese e Giacometti morirono nel tentativo; solo Vietri sopravvisse e fu tratto in salvo da un motoscafo, dopo aver passato in acqua 14 ore.
Il relitto dello Jalea (individuato già dieci giorni dopo l'affondamento da un idrovolante pilotato dal tenente di vascello Giuseppe Miraglia fu recuperato da pontoni nel maggio 1954, portato nei cantieri di Monfalcone ed ivi demolito; i resti di 11 dei membri dell'equipaggio furono tumulati nel Sacrario di Redipuglia.